# Estadio Pampeloponnisiako
El Estadio Pampeloponnisiako (en griego: Παμπελοποννησιακό Στάδιο) es un estadio de fútbol ubicado en la ciudad de Patras, Grecia. El estadio fue inaugurado en 1981 y reconstruido en 2003, para albergar partidos del torneo masculino y torneo femenino de fútbol de los Juegos Olímpicos de Atenas 2004. El estadio posee una capacidad de 23 500 asientos.
El estadio es utilizado desde 2004 por el club de fútbol Panachaiki Patras de la Superliga de Grecia.

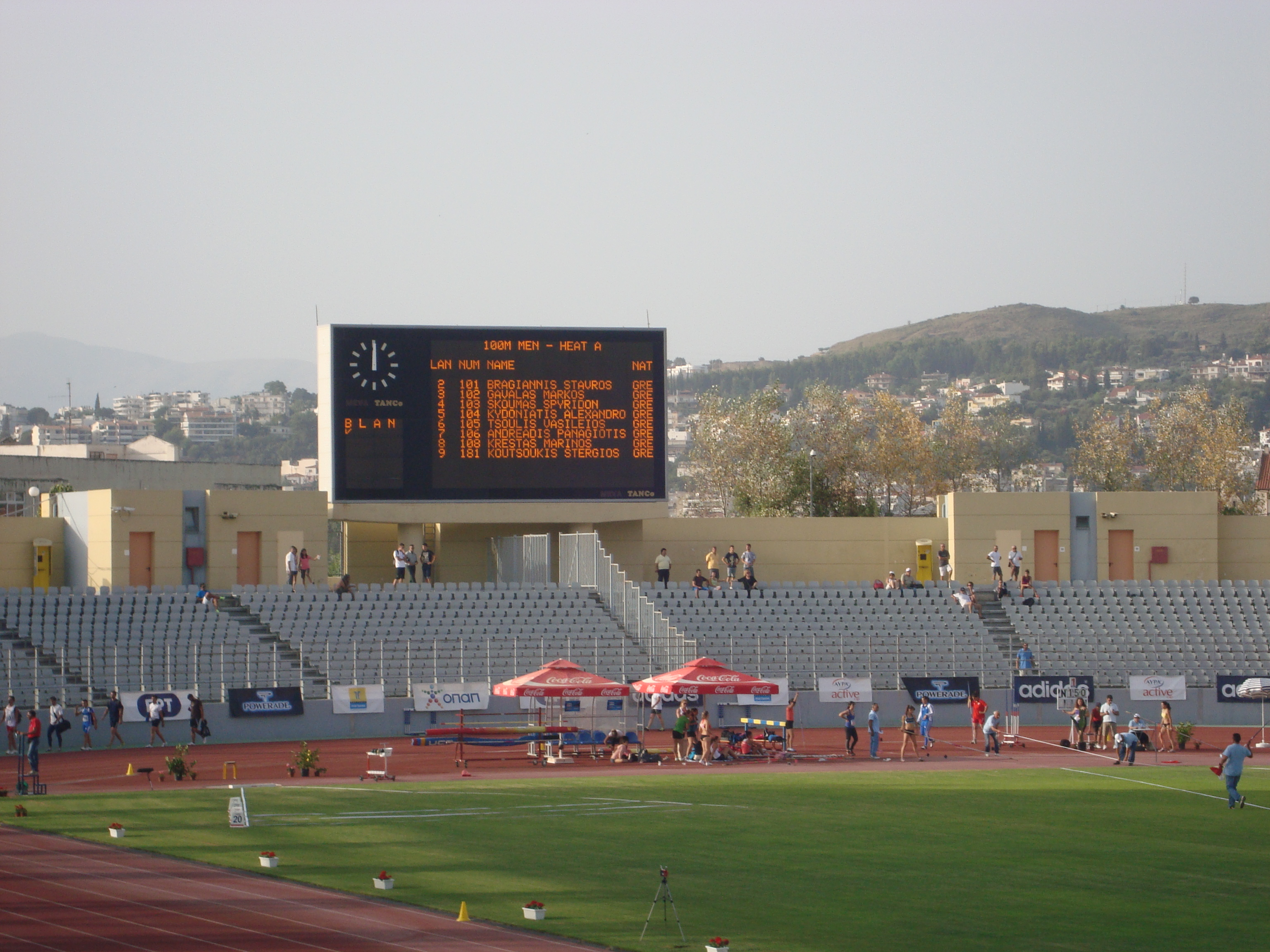